# 60-та армія (СРСР)
Шістдеся́та а́рмія (60 А) — загальновійськова армія у складі Збройних сил СРСР під час Німецько-радянської війни з 15 листопада 1941 по серпень 1945.

## Командування
- Командувачі:
  - генерал-лейтенант Пуркаєв М. О. (листопад — грудень 1941);
  - генерал-лейтенант Антонюк М. А. (липень 1942);
  - генерал-лейтенант, з березня 1944 генерал-полковник Черняховський І. Д. (липень 1942 — квітень 1944);
  - генерал-полковник Курочкин П. О. (квітень 1944 — до кінця війни).